# Kim Sung-Moon
Kim Sung-Moon (Corea del Sur, 16 de marzo de 1965) es un deportista surcoreano retirado especialista en lucha grecorromana donde llegó a ser subcampeón olímpico en Seúl 1988.

## Carrera deportiva
En los Juegos Olímpicos de 1988 celebrados en Seúl ganó la medalla de plata en lucha grecorromana de pesos de hasta 68 kg, tras el luchador soviético Levon Julfalakyan (oro) y por delante del finlandés Tapio Sipilä (bronce).